# 프투이

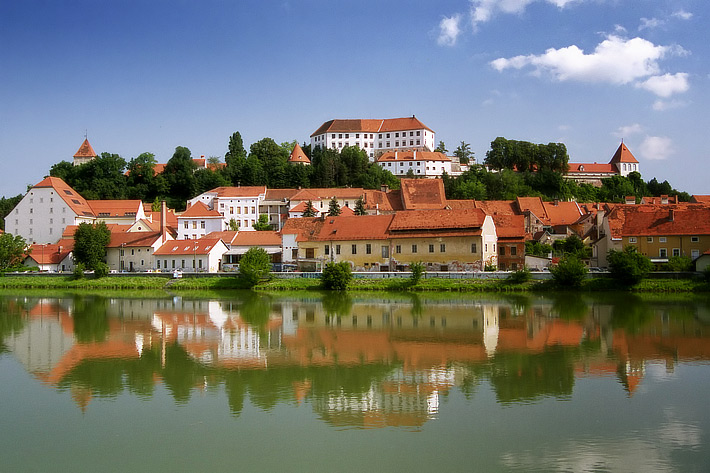
프투이 시가지

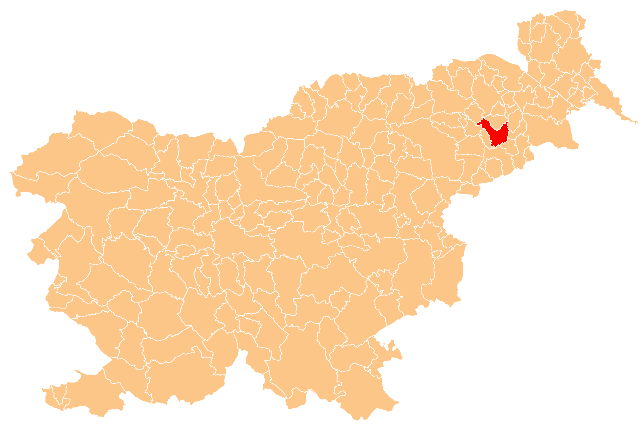
프투이의 위치

프투이(슬로베니아어: Ptuj, 독일어: Pettau, 라틴어: Poetovio)는 슬로베니아 북동부에 위치한 도시로, 면적은 66.7km2, 인구는 23,242명(2002년 기준), 인구밀도는 348.5명/km2이다. 마리보르에서 서쪽으로 45km, 류블랴나(슬로베니아의 수도)에서 북동쪽으로 약 65km 정도 떨어진 곳에 위치한다.

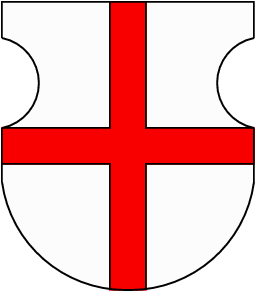
시 문장

## 역사
슬로베니아에서 오랜 역사를 자랑하는 도시 가운데 하나이다. 석기 시대부터 사람이 살았으며 철기 시대 후반부터 켈트인이 살았다. 기원전 1세기 로마 제국의 속주가 되었고 1555년 슈타이어마르크 공국의 영지가 되었다. 1945년 이후부터 슬로베니아인이 시 전체 인구의 다수를 차지하고 있다.

## 자매 도시
프투이는 다음과 자매 도시 관계이다:
| - 세르비아 아란젤로바츠 - 슬로바키아 반스카슈티아브니차 (2002) - 독일 부르크하우젠 (2001) | - 북마케도니아 오흐리드 (2006) - 프랑스 생시르쉬르루아르 (1998) - 크로아티아 바라주딘 (2004) |